# Anthophora huashanensis
Anthophora huashanensis là một loài Hymenoptera trong họ Apidae. Loài này được Wu mô tả khoa học năm 2000.